# Shirehampton
Shirehampton est un quartier de Bristol en Angleterre, près d'Avonmouth, à la limite nord-ouest de la ville.
C'est à l'origine un village à l'écart, qui a toujours une rue principale avec une église paroissiale et des magasins, et est encire considéré comme un village par bon nombre de ses 6 867 habitants. Bien qu'à l'extrême nord-ouest et largement séparée du reste de Bristol par une large étendue de parc s'étendant du domaine du château de Blaise, la rivière Avon formant une barrière pour l'accès au Somerset, la communauté reste un endroit commode pour atteindre tous les quartiers de la ville.
Il est également facile de voyager de Shirehampton vers le Gloucestershire, le sud du Pays de Galles et le Somerset, car il se trouve à proximité des principales autoroutes de la région, notamment la M5, la M4 Second Severn Crossing et la M49, et il est desservi par l'A4 Portway et par la gare ferroviaire de Shirehampton, qui permet d'accéder à proximité du centre-ville. Il est familièrement nommé "Shire" par les habitants.

## Situation
Shirehampton est en face de l'Avon, dans la direction des collines rurales de Failand, dans le Somerset. Pendant de nombreux siècles, la seule connexion directe avec le Somerset se faisait via un petit ferry à rames qui traversait près du pub The Lamplighters ("The Lamps") jusqu'au village de Pill, Somerset en face. Cette situation s'est poursuivie jusqu'à l'achèvement du pont M5 Avonmouth en 1974. De la crête calcaire de Penpole Point (dont le nom signifiait en quelque sorte Land's End dans la langue celtique parlée ici avant l'anglais), il y avait autrefois des vues lointaines sur la rivière Severn jusqu'aux collines lointaines du sud du Pays de Galles, mais la croissance des arbres a limité cette perspective.

## Préhistoire
Les terrasses de gravier au-dessus de la rivière Avon fournissent certaines des premières preuves d'occupation humaine dans les îles britanniques. Ici et autour de Ham Green et Pill, sur la rive opposée de l'Avon, les humains de la culture du Paléolithique inférieur (phase la plus ancienne de l'âge de pierre ancien, probablement du type hominidé Homo heidelbergensis ) ont laissé des outils et des débris derrière environ 250 à 400 000 ans. À titre de comparaison, les sites paléolithiques bien connus de Waverley Wood, Warwickshire et Boxgrove Quarry, Sussex, ont des artefacts datant d'environ 500 000 ans, et à Boxgrove ont été trouvés des ossements de H. heidelbergensis.

## Histoire
Shirehampton était à l'origine une partie détachée de la paroisse de Westbury-on-Trym, séparée de la partie principale de Westbury par une partie de la paroisse de Henbury, qui comprenait Kingsweston, King's Weston House dont les habitants ont eu un impact considérable sur Shirehampton comme employeurs et bienfaiteurs. La zone est enregistrée dans le cadre du domaine de "Stoke", qui a été accordé par le roi Offa de Mercie à l'évêque de Worcester vers 795, avec le district qui s'appelle maintenant Stoke Bishop, et il y a deux anglo- Documents saxons sur les mêmes terrains,.
L'endroit s'appelait à l'origine simplement Hampton, ce qui signifie "grand domaine agricole" ou "ferme fermée sur plusieurs côtés", et devint plus tard connu sous le nom de "sharny Hampton", signifiant "dungy Hampton". Cet odonyme a été "épuré" par les Élisabéthains jusqu'à sa forme actuelle.
Le village s'est développé autour de la traversée la plus basse de la rivière Avon avant qu'elle ne se jette dans la Severn. Le ferry entre les villages de Pill, Somerset et Shirehampton, à l'origine dans le Gloucestershire, relie une crête le long de Kingsweston Hill (parfois appelée Abbot's Way ) avec les collines au-delà de l'Avon et continue vers Clevedon. Le ferry a fonctionné jusqu'en 1974, date à laquelle il a été remplacé par le pont de la M5 .
On dit parfois qu'un prieuré de l'abbaye bénédictine de St Mary, Cormeilles, en Normandie, a été établi à Shirehampton au début du Moyen Âge, et la grange à dîme convertie du XVe siècle dans la rue principale aurait appartenu au domaine du monastère. Cependant, le lieu mentionné dans le Domesday Book est, de façon certaine, Kyre dans le Worcestershire, et il n'y a pas de lien réel entre Shirehampton et Cormeilles en dehors des pierres de construction échangées par les deux communautés en 1963 sur la base du lien historique supposé.
Le développement de Shirehampton tout au long du XVIIIe siècle est étroitement associé à l'histoire de la King's Weston House adjacente et de son vaste domaine. Une grande partie de la zone environnante appartenait à la famille Southwell, propriétaire de King's Weston et qui devait plus tard recevoir le titre de baron de Clifford. Shirehampton a prospéré grâce au tourisme alors que les touristes de Bath, Clifton et Bristol's Hotwells sont venus voir Kings Weston et les célèbres vues de Penpole Point.
Shirehampton est devenu ecclésiastiquement séparé en 1844 lorsque la chapelle de facilité de St Mary, datant au moins de l'époque élisabéthaine, a été élevée au statut d'église paroissiale. Le bâtiment original de la chapelle, dont on ne sait rien, avait été remplacé en 1727 puis reconstruit en 1827. Ce bâtiment de style gothique a brûlé en 1928 et a été remplacé par l'église actuelle, conçue par Percival Hartland Thomas, et qui possède un carillon électronique distinctif installé en 1959 grâce à un don de la paroissienne Mabel Creber.
Il y a trois autres églises à Shirehampton : méthodiste, baptiste et catholique romaine.
Pendant la Première Guerre mondiale, Shirehampton était l'emplacement d'un dépôt de remontée pour chevaux . C'était le plus grand dépôt de ce type dans le pays, avec une capacité allant jusqu'à 5 000 chevaux. Ces chevaux étaient principalement fournis par les États-Unis et Shirehampton était proche du nouveau Royal Edward Dock à Avonmouth où ils étaient débarqués. Après quelques semaines d'entraînement, les chevaux passaient ensuite au dépôt de Swaythling, d'où ils passaient en France. 347 045 chevaux et mules sont passés par Shirehampton au cours de la guerre. Après la guerre, une grande partie du matériel du dépôt de remontée a été acheté par le constructeur local Robert Stride qui l'a utilisé pour développer Severn Beach . Robert était le cousin de Jared et Jethro Stride qui ont développé Sneyd Park .

## Avonmouth
Avonmouth faisait partie de la paroisse de Shirehampton jusqu'en 1917. Il s'est développé comme l'élément principal du port de Bristol à la fin du XIXe siècle, attirant des travailleurs pour s'y installer et à Shirehampton proprement dit; il était devenu si grand en 1917 qu'il a reçu un statut distinct, à la fois à des fins ecclésiastiques et civiles. Shirehampton elle-même s'est considérablement développée à la fin du XIXe siècle et a été absorbée, avec Avonmouth, par la ville de Bristol en 1904. Après la Première Guerre mondiale, la ville y a construit de nombreux logements sociaux ("municipaux"), ce qui a largement déterminé le caractère actuel de l'endroit.
Le long de High Street, il reste quelques maisons plus grandes qui caractérisaient l'endroit avant 1900, souvent (comme Twyford House et The Wylands) converties à un usage public ou commercial; certaines ont été démolies et remplacées par de petits domaines intercalaires (comme Sunny Hill); certaines ont été conservées et entourées d'autres maisons (comme Penlea et l'ancien presbytère conservant en partie une partie de la construction supposée du prieuré) ; et d'autres ont complètement disparu comme l'ancienne maison d'apparence du XVIe siècle, qui a été perdue à cause de l'élargissement de la route et d'une rangée de magasins des années 1960.

## Rayonnement

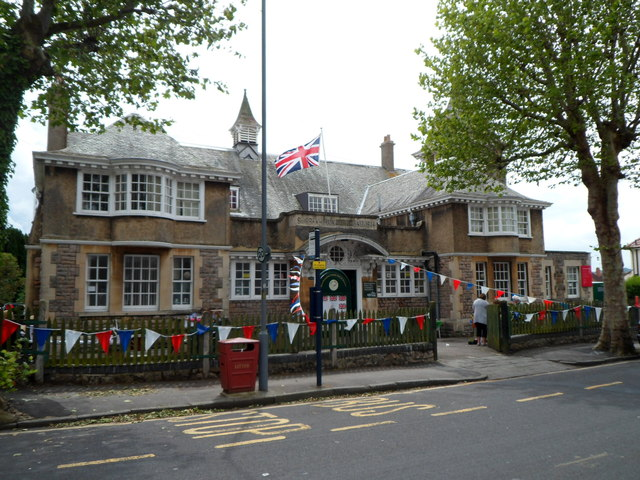
Salle publique de Shirehampton

Au fur et à mesure que Shirehampton et Avonmouth grandissaient, les écuyers de Kings Weston House, notamment Philip Napier Miles (1865–1935), donnèrent de nombreux bienfaits au district, notamment des terrains pour les églises, les monuments aux morts et les équipements sociaux. Parmi ces cadeaux importants figurait le Public Hall de 1904, dont le principal titre de gloire est peut-être qu'il a été le lieu de la première représentation de la rhapsodie de Vaughan Williams The Lark Ascending, dans sa version originale pour violon seul et piano, joué par la violoniste Marie Hall, une amie de Vaughan Williams lors de ses visites à la maison Kings Weston, en 1920 . Little Park (ou Shirehampton Park) a été donné au National Trust après la Première Guerre mondiale et est utilisé comme terrain de golf.

## Équipement et patrimoine
Shirehampton est bien pourvu d'églises, d'écoles, d'installations sportives, de boutiques et de pubs. Il a des espaces publics ouverts et des antiquités à proximité. Il s'agit notamment de la villa romaine de Kingsweston (dont les ruines sont visibles au bord de la route dans la banlieue moderne de Lawrence Weston ), du domaine du château de Blaise et du musée de la maison du château de Blaise, en plus du parc de Shirehampton. Shirehampton Football Club, basé à Penpole Lane , à Shirehampton et joue dans la Somerset County League.

## Vestiges historiques
Sur les rives de la rivière Avon se dresse l'ancienne poudrière. Il a été construit en 1775-6 pour stocker la poudre à canon, qui n'était pas autorisée sur les quais de Bristol. Il s'agit d'un bâtiment classé grade II. Le mémorial de guerre du village se dresse près de Shirehampton Road au nord du terrain de golf, non loin du site de la Rush Pool maintenant sèche, une piscine autrefois utilisée par les bouviers amenant du bétail du Pays de Galles à travers la Severn pour le marché de Bristol.

## Environnement
Shirehampton, en particulier la forêt surplombant Horseshoe Bend dans l'Avon (une réserve naturelle nationale ), est le principal site d'espèces végétales rares, dont le véritable arbre de service ( Sorbus domestica ) et deux autres alisiers blancs, Sorbus eminens et Sorbus anglica . Le tilleul à grandes feuilles ( Tilia platyphyllos ), rare au niveau national, est également présent, comme ailleurs dans le bassin de la Severn, et les plantes herbacées rares comprennent l'ail des champs ( Allium oleraceum ) et le millepertuis pâle ( Hypericum montanum ). L'étroit marais salé sous le bois contient deux espèces de plantes vasculaires rares à l'échelle nationale, l'oreille de lièvre élancée ( Bupleurum tenuissimum ) et l'arroche à longues tiges ( Atriplex longipes ).
Le site d'intérêt pour la conservation de la nature du marais Lamplighters se trouve également dans les limites de Shirehampton.

## Célébrités locales
- Samuel Seyer (1757–1831), l'un des premiers historiens de la ville de Bristol, est enterré dans le cimetière de Shirehampton.
- Archibald Sayce (1846-1933), professeur d'assyriologie à l'Université d'Oxford de 1891 à 1919, est né à Shirehampton. Il était un chercheur extrêmement productif avec de nombreuses publications importantes.
- Philip Napier Miles (1865–1935), compositeur de musique et philanthrope, a vécu toute sa vie à Kingsweston House et possédait une grande partie du terrain sur lequel Shirehampton et Avonmouth sont construits.
- Gilbert Jessop (1874–1955), joueur de cricket et plus tard dans sa vie un écrivain, a vécu sur The Green, Shirehampton, de 1909–13.
- Rotha Mary Clay (1878–1961), assistante sociale et historienne médiévale, a vécu et travaillé une grande partie de sa vie à Shirehampton, vivant à Ilex Cottage, High Street.
- Irene Base (1897-1982) Calligraphe et enlumineur de renommée internationale. Certaines œuvres sont toujours conservées dans l'église paroissiale de St Mary, par exemple le Discours laudatif pour l'infirmière Catherine Court, a été présenté dans le "Who's Who" international. Elle a vécu dans la maison élisabéthaine maintenant démolie dans High Street, mais pendant la majeure partie de sa vie à Station Road.
- Harry Jones (écrivant comme Hal Jons et comme Harry Graham, 1912-1983), romancier, a déménagé à Shirehampton au début des années 1950. Il a écrit des westerns ainsi qu'une aventure de la Seconde Guerre mondiale et un livre basé en partie sur ses expériences dans un village minier du sud du Pays de Galles dans les années 1920. Près de vingt livres ont été publiés entre 1960 et sa mort, à Shirehampton, en 1983. Toutes les œuvres publiées de Hal Jons / Harry Graham ont été republiées sous forme de livres imprimés et de livres électroniques par Burnham Priory Publications (ainsi nommé parce que tous les livres ont été écrits à Priory Road ou à Burnham Road, Shirehampton).
- Ethel Thomas (1925–2008), historienne locale, a déménagé avec ses parents à Shirehampton en 1937 et à Avonmouth en 1952 lorsqu'elle s'est mariée. Elle a écrit cinq livres sur l'histoire de Shirehampton et d'Avonmouth. Voir la section des sources ci-dessous.
- Sir Robert Stephens (1931–1995), un acteur anglais de premier plan dans les premières années du Royal National Theatre britannique, est né à Shirehampton. Il fut l'un des acteurs les plus respectés de sa génération et fut un temps considéré comme le successeur naturel de Laurence Olivier.
- Elizabeth Kelly ( Liz Tilberis ) (1947-1999), successivement rédactrice en chef de British Vogue et de Harper's Bazaar, serait née à Shirehampton selon la plupart des sources.

Le romancier Evelyn Waugh (1903-1966) est connu pour avoir visité à la fois Shirehampton, où sa mère avait vécu, et Kingsweston House dans les années 1950, tout en recherchant son autobiographie, mais ses souvenirs sont sujets à caution. Il a écrit de sa visite dans une carte postale à un ami, Francis Beaufort Palmer. La mère de Waugh vivait à Priory House, 61 Pembroke Road. Dans son livre A Little Learning, Waugh écrit :

« Her rustic tastes were formed by her childhood at Shirehampton, where she and her sister were sent from India at an age which left them no memories of their place of birth, to the care of two maiden great-aunts and a bachelor great-uncle, a retired sailor. It was by these great-aunts and in this house, the Priory [this is misleading, because The Priory was not Priory House], that my grandfather had been detected with his rosary. Shirehampton is now a suburb of Bristol. The Priory has become a vicarage [correct; the vicarage was The Priory, but a new vicarage was built in the grounds of The Priory in 1951, and neither of these was Priory House] and its meadows have been overbuilt. In my mother's childhood the place was rural and my mother was entirely happy there. All her life she looked back on that elderly ménage as the ideal of home. »

Moins de dix ans après la publication du livre en 1964, Priory House et le nouveau presbytère avaient été démolis, mais The Priory est toujours là.

## Anecdotes
Dans les années 1960 et 1970, un Dalek était assis à l'extérieur du bâtiment du Haven Master sur les rives de la rivière Avon, juste en face de la maison publique Lamplighters. Le Dalek faisait face à la rivière, de sorte que les bateaux venant de Bristol Docks vers la Severn et le canal de Bristol (sans parler du Pill Ferry) devaient passer sous sa tuyère. Le Dalek a été utilisé pour collecter des fonds lors d'au moins un carnaval de Shirehampton à (probablement) la toute fin des années 1960. Pour 6 pence, les enfants pouvaient s'asseoir à l'intérieur sur la latte de bois ordinaire et tourner la buse pendant quelques minutes chacun.
Le Dalek et le Pill Ferry (ainsi que "The Cockle Lady", qui vendait des coques dans High Street dans les années 1960) sont présentés dans le livre pas tout à fait pour enfants, Tabitha Miggins: Ship's Cat (on the Pill Ferry), par l'auteur de Shirehampton, Mark Jones (écrit sous le nom de Philippa Perry). Notez que la photographie sur la couverture arrière du livre de suivi, Further Adventures of Tabitha Miggins, Ship's Cat on the Pill Ferry (cette fois attribuée à Mark Clinton Jones), montre un poteau de direction peint dans Pill qui indique le chemin au "Shirehampton Ferry". C'est un peu un abus de langage car il était connu sous le nom de « ferry Pill » des deux côtés de la rivière.